# Ordre de l'Ontario

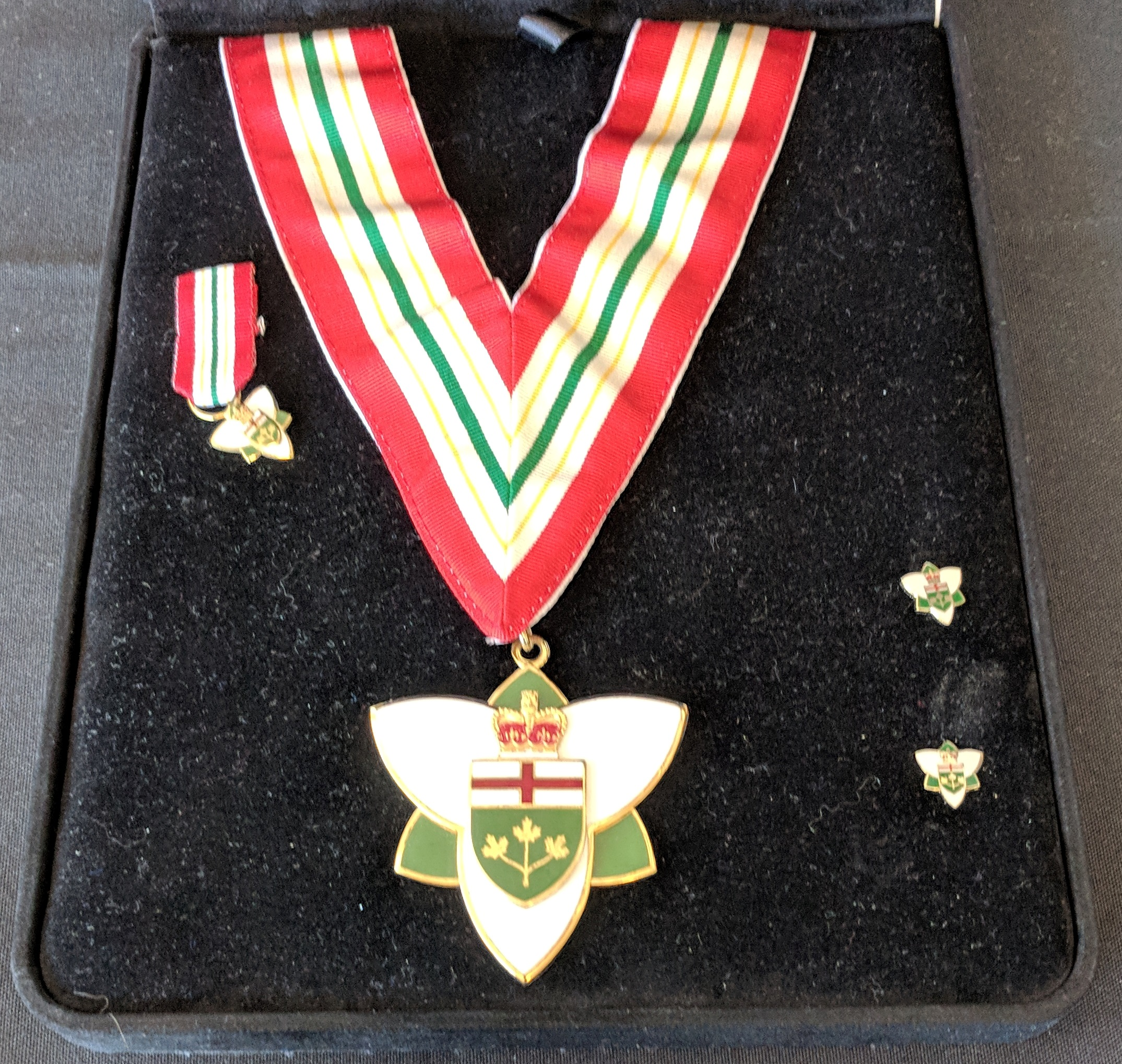
Médaille de l'Ordre de l'Ontario.

L'Ordre de l'Ontario est une distinction remise par la province canadienne de l'Ontario. Créée en 1986 par le lieutenant-gouverneur Lincoln Alexander, il s'agit de la distinction officielle la plus prestigieuse de la province. Il reconnaît le plus haut niveau d'excellence individuelle et de réalisation dans tous les domaines, mais n'est pas accordé pour des actes de bravoure.

## Sélection des membres
Chaque année, les récipiendaires du prix sont sélectionnés par un conseil consultatif comprenant le juge en chef de l'Ontario (qui préside au conseil), le président de l'Assemblée législative de l'Ontario et le secrétaire du Cabinet, ainsi que d'autres membres de l'Ordre.

## Éligibilité
L'Ordre de l'Ontario peut être accordé aux résidents ou anciens résidents à long terme de l'Ontario qui ne siègent plus comme représentants élus au niveau fédéral, provincial ou municipal. Il ne peut pas être accordé à titre posthume ; toutefois, les candidats qui sont en vie alors qu'ils sont mis en nomination, mais décèdent avant d'avoir été décorés, demeurent éligibles.

## Insigne
Le site officiel de l'Ordre de l'Ontario affiche ceci :
« L’insigne de l’Ordre est un trille stylisé (la fleur emblématique de la province), réalisé en émail blanc et vert, portant les armoiries de l’Ontario surmontées de la couronne. Les rubans de l’Ordre sont de couleur rouge (la couleur du drapeau de l’Ontario), blanche, verte (la couleur du trille) et or. Le nom du récipiendaire et l’année de remise de l’insigne sont gravés au dos de la médaille. »